# Langelsheim-Baddeckenstedter Gerinne
Das Langelsheim-Baddeckenstedter Gerinne ist ein unterirdischer Wasserlauf im südlichen Niedersachsen, der von Langelsheim nach Baddeckenstedt führt. Es handelt sich dabei um eine Karsterscheinung. An der Erdoberfläche hat die Struktur zu zahlreichen 
Erdfällen geführt. Sie ist auch mit mehreren Quellen verbunden. Eine davon ist der Kirschensoog.